# Ales stenar

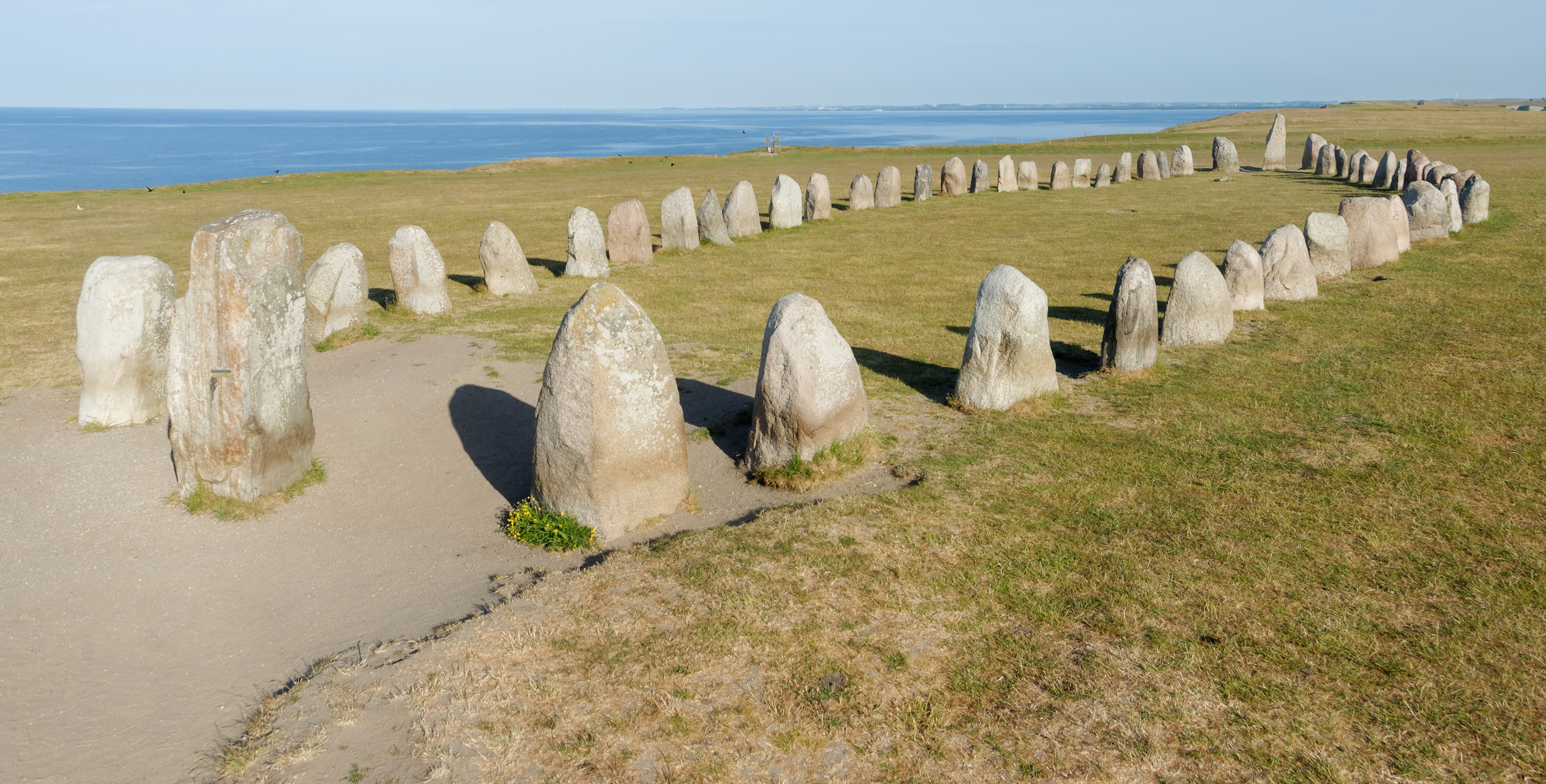
Ales stenar, Blickrichtung nach Westen

Ales stenar oder Ale stenar (deutsch „Die Steine von Ale“) in der schwedischen Gemeinde Ystad in Schonen (Skåne) ist mit 67 Metern Länge und 19 Metern Breite eine der größten erhaltenen Schiffssetzungen (schwedisch skeppssättning) in Skandinavien. Die Steine gelten als Reichsinteresse und sind eine vielbesuchte Attraktion.

## Beschreibung
Die aus 59 Steinen bestehende Schiffssetzung liegt auf einem etwa 37 Meter hohen Hügel direkt an der Ostseeküste beim Ort Kåseberga im Süden Schonens. Der Küstenabschnitt ist von einer steil zum Meer abfallenden Abbruchkante geprägt.
Die 0,5 bis 1,8 Tonnen schweren Steine sind in Form eines Schiffes angeordnet. Die etwa drei Meter hohen Stevensteine von Bug und Heck sind am größten, die Höhe der Steine nimmt von dort zur Mitte hin ab. Während der Großteil der Steine aus örtlich vorkommendem Sandstein ist, bestehen einige Steine aus Hardebergasandstein, der etwa 20 Kilometer entfernt bei Simrishamn gebrochen wurde.
Bei von Märta Strömberg geleiteten Ausgrabungen im Jahr 1997 wurden in der Anlage bearbeitete Feuersteine, Keramikscherben und eine Urne mit Fragmenten verbrannter Menschenknochen und Holzkohle gefunden, die mit der C14-Methode auf die Vendelzeit (circa 600 n. Chr.) datiert wurden, was auch vom Dekor der Urne bestätigt wird. Es wird angenommen, dass die gefundenen Objekte zeitgleich mit der Schiffssetzung sind.

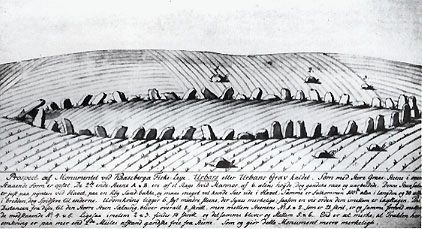
Ales stenar im Jahr 1777, Skizze von Carl Gustaf Gottfried Hilfeling

Die Anlage wurde seit ihrer ersten zeichnerischen Darstellung im Jahr 1777 mehrfach verändert. Damals befanden sich rechts und links der zentralen Schiffssetzung zwei Gruppen aus jeweils drei Steinen, die als kleinere Schiffssetzungen interpretiert wurden. Sie sind heute verschwunden; 2006 mittels Georadar und Magnetometer durchgeführte Untersuchungen des Geländes wiesen aber Bodenveränderungen in diesem Bereich nach. Vor der ersten Renovierung von 1916 standen nur 16 der 59 Steine aufrecht, ein Großteil der Anlage war mit Flugsand bedeckt. Damals wurden einige Steine aufgerichtet und der Flugsand entfernt. Da keine ausreichenden Aufzeichnungen über die Arbeiten existieren, ist unklar, ob einige Steine wie zum Beispiel der Ruderstein am Heck hinzugefügt wurde. Für den sogenannten Altarstein wurde 1916 eine Höhe von 2,75 Metern angegeben, während bei der nächsten Freilegung im Jahr 1956 nur noch 1,40 Meter gemessen wurde; auch hier sind ein Austausch oder eine Beschädigung des Steines möglich. Bei dieser zweiten Restaurierung wurden Sand und Boden um die Steine mit schweren Maschinen abgetragen, eine archäologische Untersuchung und die Dokumentation der Veränderungen unterblieben.
Nördlich der Anlage wurden 2006 Konturen eines Kreises mit einer rechteckigen Struktur in seiner Mitte nachgewiesen. Dies wird als möglicher Hinweis darauf interpretiert, dass Ales stenar ursprünglich Teil eines größeren Komplexes war.
Die Deutung der Anlage durch den Amateurarchäologen Bob G Lind, der in Ales stenar einen bronzezeitlichen Sonnenkalender sieht, wird von Fachwissenschaftlern einhellig abgelehnt. Dennoch wird seine Einschätzung neben der klassischen Interpretation als Grabanlage auf den 2007 vom Riksantikvarieämbetet aufgestellten Hinweisschildern dargestellt.
Der schwedische Dichter Anders Österling (1884–1981) schildert Ales stenar in seinem wohl bekanntesten Gedicht Ales stenar aus der Gedichtsammlung Tonen från havet (1933).

## Bilder

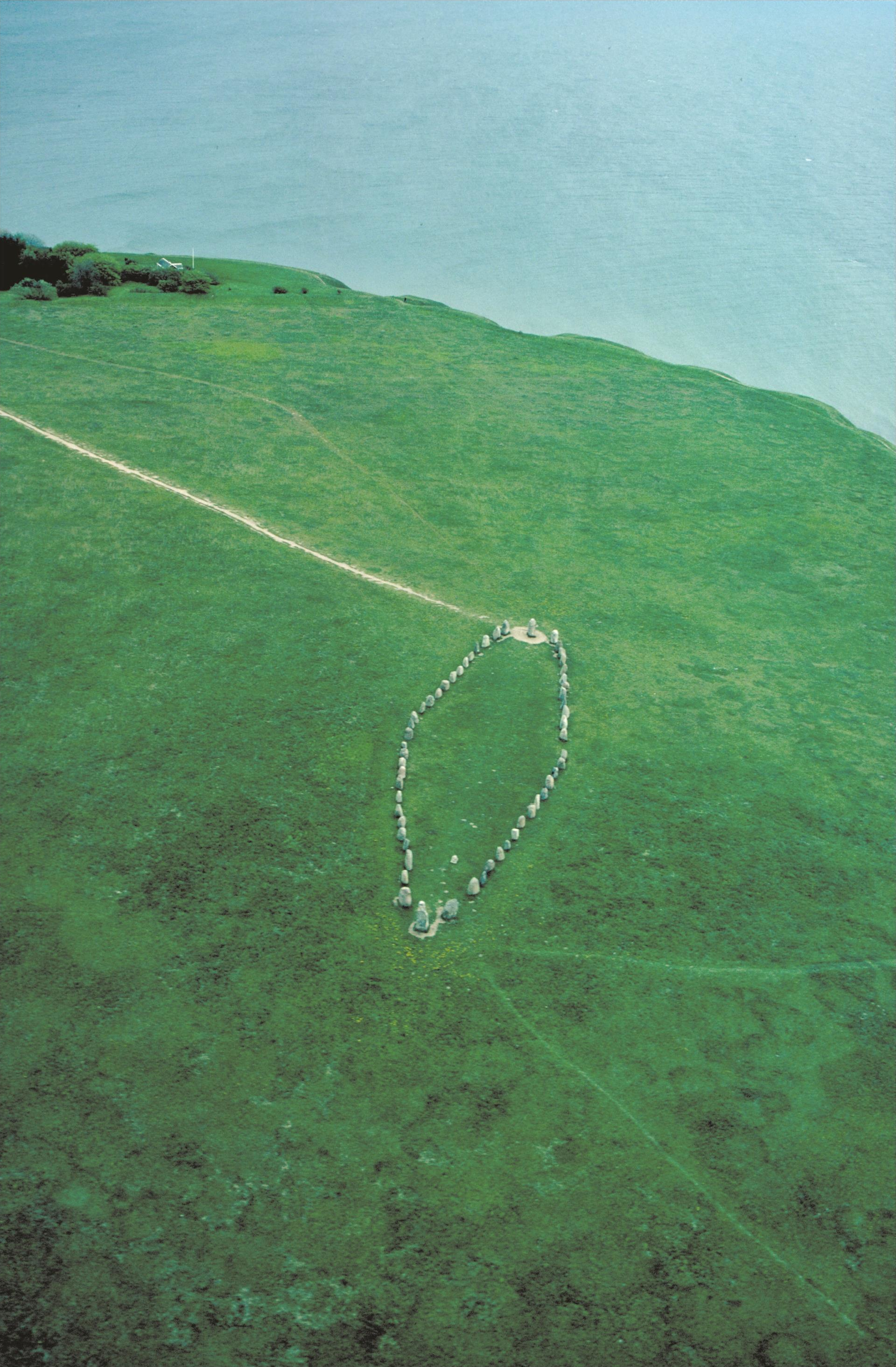
Luftbild der Steine.
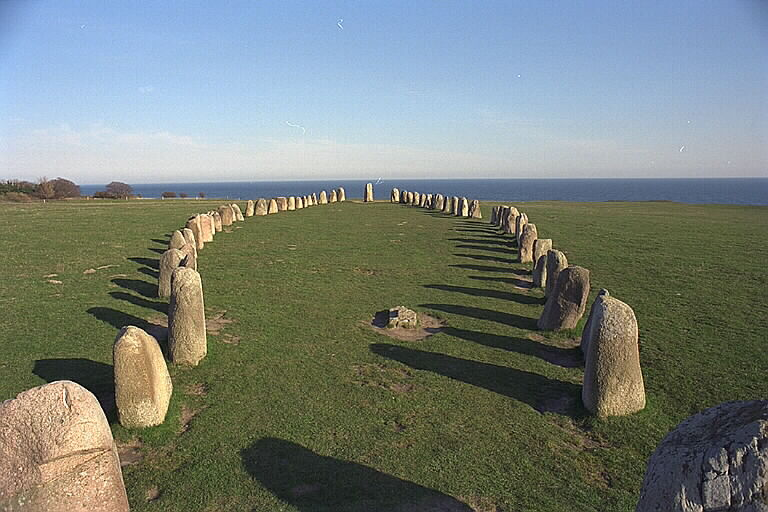
Längsansicht.
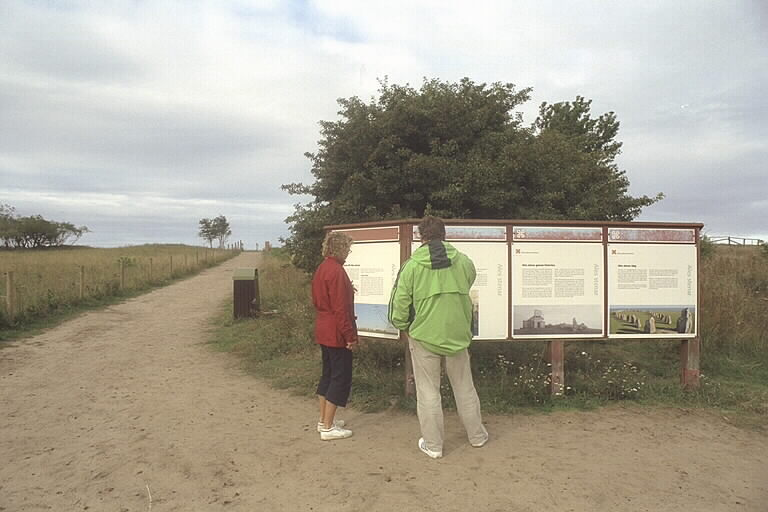
Informationsschild am Ort.
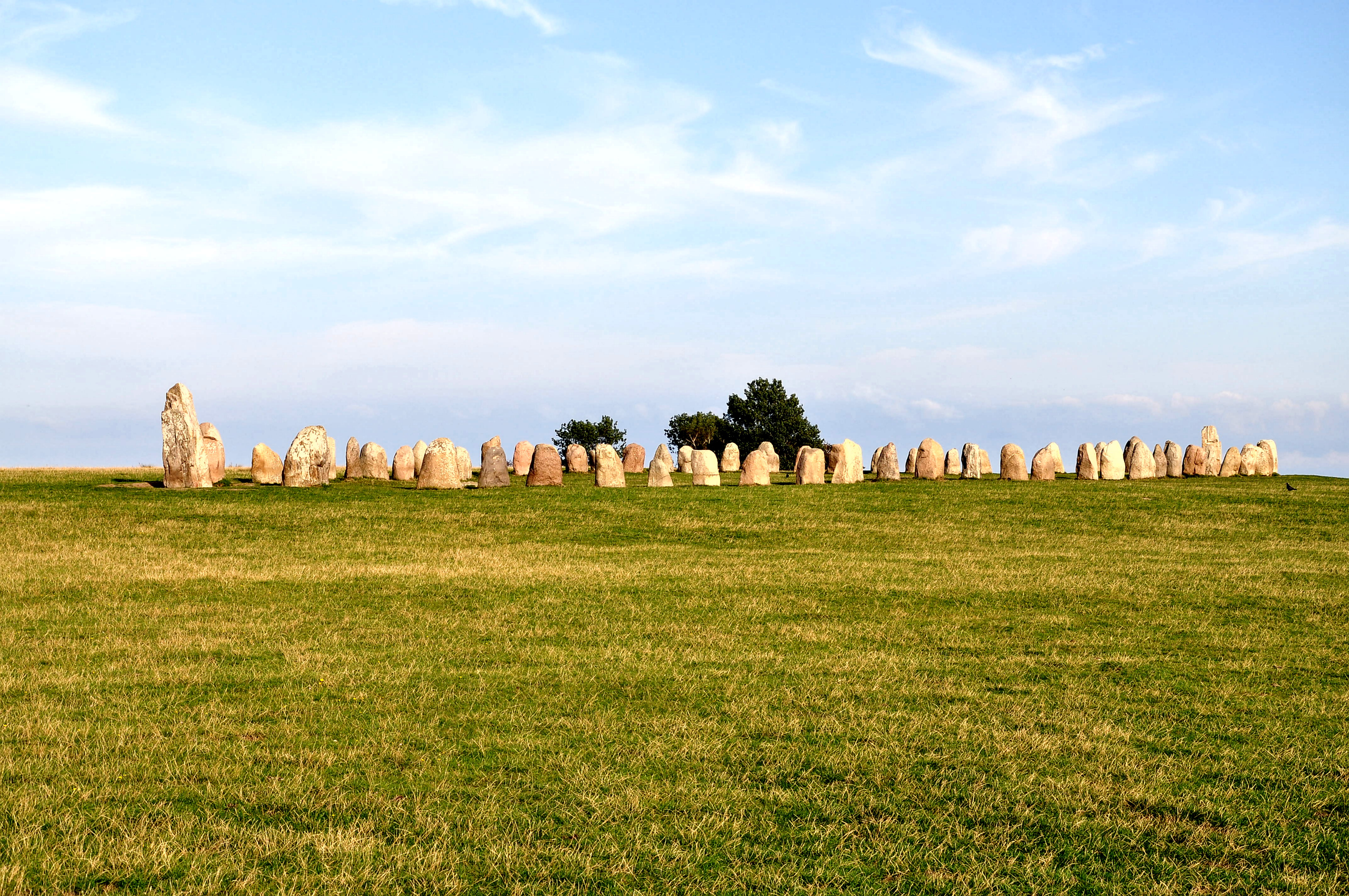
Seitenansicht.
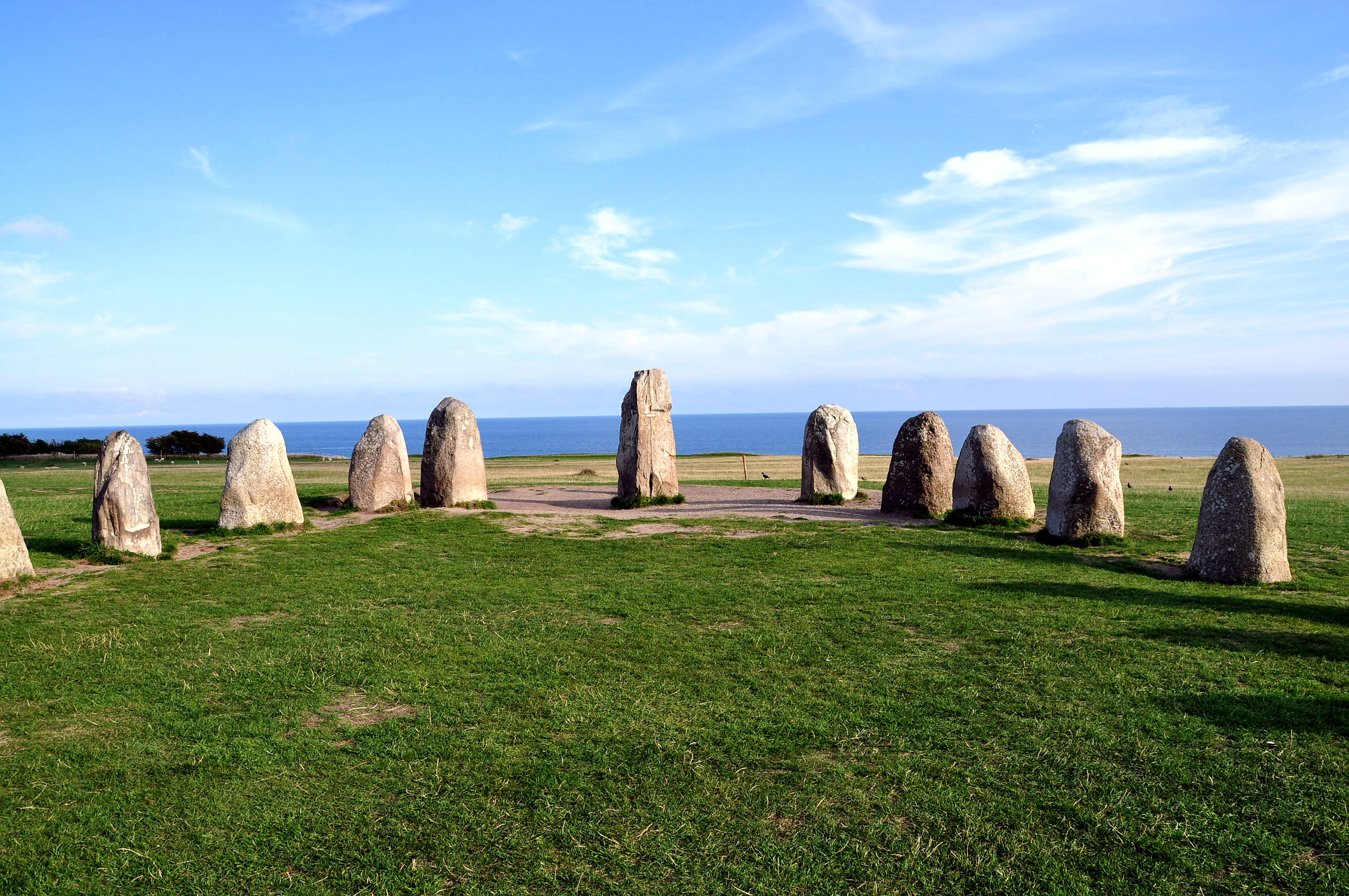
Aufnahme aus dem Kreis heraus.
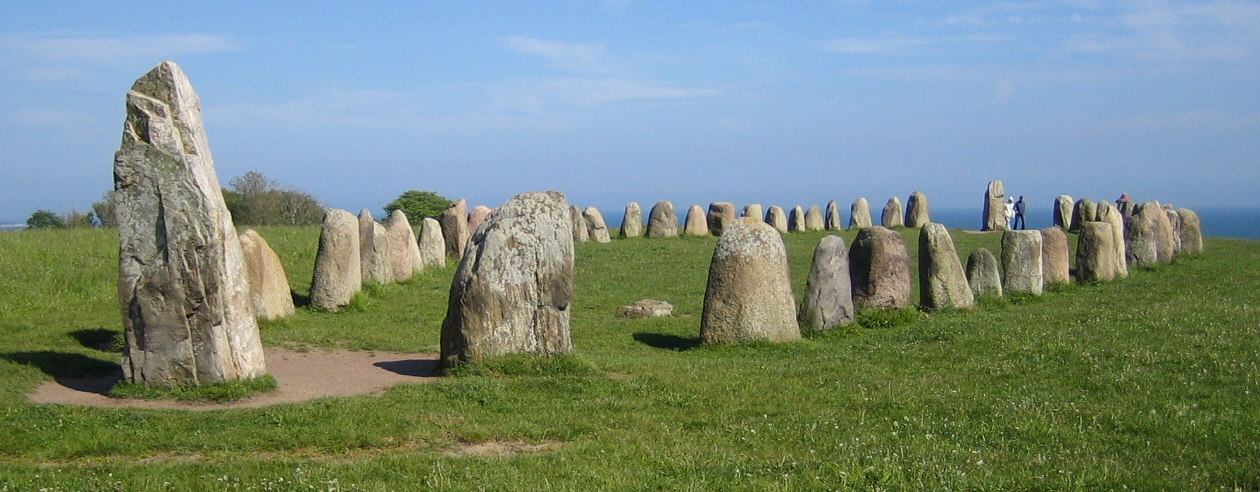
Ales stenar von Westen